# Carlos Arturo Truque
Carlos Arturo Truque (Condoto, Chocó, 1927-Buenaventura, 1970) fue un escritor colombiano.

## Reseña
Se conoce de él, en el ámbito literario , por pequeñas bibliografías publicadas en algunas antologías de cuentos y artículos. Fabio Martínez, escritor y profesor titular de la Universidad del Valle, tiene la bibliografía más completa de él. Lo sitúa en la misma generación de Gabriel García Márquez 1928 y de Álvaro Cepeda Samudio 1927. Señala Fabio Martínez que Truque pasó sus primeros veinte años entre Buenaventura, Cali y Popayán, donde realizó sus estudios. En la Universidad del Cauca hizo sus estudios de Ingeniería, dejándolos truncados. Se dice que por los mismos años, se inició literariamente, bajo el seudónimo de “Charles Blaine” (Papel de luna, 67). En los años que residió en Bogotá, se sabe también muy poco. Pachón Padilla señala que desempeñó cargos como la subdirección de Extensión Cultura de Cundinamarca, y la secretaría del Instituto de Estudios Históricos (Pachón Padilla, El cuento colombiano, II tomo, 35). De su familia solo se conoce las dedicatorias de su antología El día que terminó el verano y otros cuentos publicados por Colcultura, ahora Ministerio de cultura. En la dedicatoria dice: “Para Nelly mi esposa y a mis hijas, quienes constituyen la razón de mi vida”. Y por el cuento La noche de san silvestr dedicado a su hija Sonia Nadezhda.
En Colombia no se sabe mucho de Truque. Quien lo rescató del olvido fue Pachón Padilla, incluyéndolo en la antología El cuento colombiano. En la breve reseña, antecedido por el cuento de Truque El día que terminó el verano, Pachón Padilla resalta sobre lo diversos premios que ganó en concursos nacionales de cuentos, sobre las traducciones al español de cuentos de autores norteamericanos contemporáneos y, sobre todo, que algunos de sus cuentos haya sido traducidos al ruso (36). 
Los premios nacionales que ganó Truque no los señala Pachón Padilla sino Fabio Martínez, en un artículo “Carlos Arturo Truque”, publicado en Papel de luna. En el año de 1951 ganó un premio en el Festival de Berlín (R.D.A) con su drama Hay que vivir en paz (66).
En 1953 obtuvo el premio “Espiral” con Granizada y otros cuentos. En 1954 ganó el concurso de la Asociación de escritores y artistas de Colombia con su, tal vez, mejor cuento, Vivan los compañeros, traducido a varios idiomas. En el año 1958 gana el tercer premio en el concurso folclórico con el cuento Sonatina para dos tambores, y en 1965 el V Festival Nacional de arte le da una mención de honor con su cuento El día que terminó el verano.
Carlos Truque no es un escritor tan conocido como Manuel Téllez o Gabriel García Márquez. Sin embargo, de acuerdo a la noticia de Fabio Martínez “Granizada y otros cuentos” produce un efecto sorpresivo en la recepción, pues los 200 números publicados fueron agotados muy rápidamente. Según Martínez, su producción influyó a otros autores: “Si se quiere, Granizada y otros cuentos produce un efecto positivo que posteriormente va a influir en la narrativa colombiana, como lo produjo también La hojarasca de García Márquez aparecida en 1955”.
Sus cuentos fueron conocidos en el extranjero porque Truque encargó a un amigo para que los pusiera en el extranjero. Dice Fabio Martínez que el primer ejemplar fue a Panamá y el otro llegó a la Biblioteca Nacional de Washington, donde lo descubrió Cyrus Stanley, futuro editor de la revista “Afro-Hispanic Review”. Posteriormente fueron traducidos a otros idiomas.

## Crítica
Podemos encontrar tres tipos de crítica en torno a Truque. La primera, son los criterios del editor para agrupar a un grupo de escritores. En el libro Cuentos colombianos, antología III, cuya editorial es la Biblioteca Colombiana de cultura, colección popular, de Colcultura, y cuyo editor es Pachón Padilla, encontramos en la página 121 a la justificación de la selección. El autor de esa anotación, posiblemente Pachón Padilla, posiblemente un anónimo, indica que en esa antología se buscaron criterios de homogeneidad en el grupo, quienes lograron romper con la tradición estructural del cuento colombiano, distinguiéndose por su conocimiento erudito, su intelectualidad, y técnica literaria. Ahondaron en los problemas nacionales y universales. Ahondaron en la interioridad del hombre por medio del psicoanálisis, para atraparlos en una atmósfera de misterio, magia, realidad y extraños reversos. El autor señala en especial los cuentos de Laguado, Franco Ruiz, Airó Enrique Buenaventura y Mejía Vallejo (121). Pero no señalan a Truque. Si suponemos que esta antología fue publicada en 1974, y que Truque hubiera muerto en el año de 1970, podemos deducir una vigencia de la narrativa de los años cincuenta en los setenta. O tal vez sea la recopilación de un grupo de escritores de los años cincuenta que pasaron sin gloria ni pena en la literatura nacional. Habría que investigar en este tópico.
El segundo grupo de críticos son quienes han publicado artículos y reseñas en revistas, antologías y prólogos. Ya mencionamos a Fabio Martínez, cuando nos referimos sobre la vida y la obra de Truque. Pues bien, anota en el artículo publicado en la revista Papel de luna que los cuentos están impregnados de una “atmósfera especial” inventada por Faulkner, y que más adelante otros escritores adoptarían, como Carson McCullers y “Gabriel García Márquez de la hojarasca”. Que todos sus escritos tienen una influencia de la narrativa norteamericana, de autores como Mark Twain, O’Henry, Faulkner y Heminway, este último de quien heredó el “uso de la frase corta y los diálogos magistralmente elaborados (67). Además Martínez relaciona la producción de Truque con la violencia de los años cincuenta en Colombia, cuando se recrudece la violencia en el campo, se cierran periódicos y se limita la libertad de expresión. En los mismos años, nacen las guerrillas del llano. En los mismo años, Truque escribe “Vive los compañeros”. Martínez señala que por el mismo periodo, otros escritores estarán interesados por misma temática, inaugurando así la literatura de la violencia en Colombia. Por otro lado, rescata que después de la publicación de “Viva los compañeros”, Carlos Truque adquiere un “tono y una voz propia y depurada”. Otro cuento, “El día que terminó el verano”, es un cuento plagado de trópico, de ambientes cálidos y reverberantes, donde los personajes están marcados con el destino de la fatalidad. (67).
Pachón Padilla, en su breve presentación de Carlos Truque, preámbulo del cuento “El día que terminó el verano”, hace un estudio de Granizada y otros cuentos. Según él, la narrativa de Truque refleja la corriente del realismo social, pues muestra la problemática que se somete el campesino y el obrero en un mundo estuoso, de sexo y miseria (El cuento colombiano, 35). Es por lo tanto, según Padilla “un patente alegato de crítica social contra la forma como está distribuida la riqueza, al corresponderle a unos, la mayoría, los tributos y las obligaciones; y a los otros, los afortunados, el disfrute pacífico y sosegado de su patrimonio, con el aprovechamiento de su beneficiada posición, de absorber todo con singular avidez, hasta oprimir a los asalariados a la condición de menesterosos; pero éstos jamás podrán eludir su inquebrantable destino y vivirán azotados siempre por el estigma del infortunio, y terminará en la fatalidad. (Pachón Padilla, 34)
En cambio, según Padilla, el cuento “El día que terminó el verano”, se aleja de su temática social, y regionalista, para adentrarse en el cuento neorrealista. El estilo del cuento es “conciso y fúlgido”, narración de tercera persona por un narrador-ausente, con diálogos de primera persona del protagonista, de acuerdo al dialecto y al grado cultural (36).
Otros de los críticos de Truque, es Arturo Alape, quien elaboró el prólogo a la selección de cuentos Viva los compañeros de la editorial Biblioteca del Darién. En el prólogo, intercala comentarios, como fragmentos de un texto de Truque “MI testimonio”, en este momento sin copias en las bibliotecas de Bogotá. En la cita, subraya qué fue lo que impulsó al escritor chocoano a escribir: 
“ nos dice que encontró en la “ pasión de llevar cuartillas… una especie de compensación para mi anormal comunicación con el mundo exterior. Hallé una forma de volcarme sobre él, de hacerlo partícipe de mi mundo y participar a mi vez del suyo…” (“Prólogo y selección de textos”, Carlos Truque).
La visión de Álape de Truque, es de alguien dedicado totalmente a la escritura, de trabajo constante y persistente hasta hacer de un material “burdo” una obra de arte de calidad “artística”. En otro aparte, inscribe a Truque en la misión de trasformar por medio del arte, para ofrecer al pueblo una conciencia social, y unas herramientas básicas para expresar su voz, de lo contrario, el mero artificio literario por la artesanía.
No deben olvidar nuestros europedizantes que las épocas más floridas de la literatura universal han estado normadas por los pueblos y los escritores no han sido sino meros escribanos, artesanos, por mejor decirlo, de la voluntad popular (“Prólogo y selección de textos”, Carlos Truque).
En Truque, de Acuerdo con Alape, la narrativa pretende romper con el lenguaje que tenía por literario en ese momento, para usar el lenguaje regional, de cada región. Esto es un alejamiento de las normas de la ciudad, para buscar acercarse más a las expresiones individuales tanto en campo como en la ciudad.
Desde el conocimiento personal del mundo literario capitalino, afirmaré mi convicción sobre le destino futuro de nuestras letras y adquirí la fe profunda de su salvación por hombres que pudiera acercarse al elemento popular y tratarlo de una manera nueva, alejada del academismo y del purismo señalándole un derrotero, no confundiéndose con las tediosas disquisiciones, dudas, problemas y soluciones copiadas de las lecturas de los clásicos modernos. (“Prólogo y selección de textos”, Carlos Truque).
Con las lecturas de los escritores del Grupo Guayaquil, Truque comienza a tener una estética totalmente con los intereses del pueblo. Según Alape, este grupo presentan los elementos humanos detallando los rasgos étnicos-sociales de los grupos marginales, para representar la vida y el ambiente dentro de los medios urbanos y ruarles. Y finalmente le da un contexto histórico para hacer una crítica ideológica, y costumbrista de la sociedad. Alape continúa con una crítica de la obra de Truque. Analiza los temas, y los roles de cada personaje narrativo, en los mundos marginados del campo y de la ciudad. Para concluir con un análisis de algunos cuentos seleccionados en la antología de la Biblioteca del Darién. A continuación, citaré un resumen de cómo aborda los cuentos de Truque.
Los cuentos de Carlos Arturo Truque, algunos magistrales, son un permanente entrecruce de situaciones en que los sueños de los hombres transfiere a otros las fantasmales ilusiones, única muralla para sobrevivir la dureza de la cotidianidad; los hombres vivien la desesperanza entre los límites de la duda y los dientes de la rabia, mientras la bajo la luz de una sola mirada, el odio continúa empotrado en sus almas. (Alape “Prólogo y selección de textos” ).
Estos tres autores, tienen una crítica benévola a Truque, tanto como Martínez como Alape, escriben a favor de la narrativa de Truque, señalándola como innovadora, y equiparable a los grandes cuentistas internacionales. Mientras Pachón Padilla, es imparcial. No existe otros estudios de la obra de Truque, publicadas en este momento debido a que hay un interés general por la obra de Truque. Eso se debe, a su muerte temprana, que impidió asentarse en las letras nacionales, al poco apoyo de las grandes editoriales, que no arriesgaban editar a los nuevos escritores, a que fue muy pronto eclipsado por grandes cuentistas y a los pocos estudios que puedan acercar los lectores a su obra. Así que quedó reducido a ingresar en antología de cuentos colombianos, generalmente eclipsado por Gabriel García Márquez.	El tercer grupo se refiere a los estudios en el exterior a actualidad, hay varios estudios sobre Truque. La tesis doctoral radicada en la Universidad de Complutense de Madrid titulada Las modalidades expresivas en cuatro novelas colombianas negras de Ni Vunda Zola. Desafortunadamente no tengo acceso al documento porque no hay alguna copia en Colombia. Sin embargo se puede leer el resumen. Se trata de un estudio de cuatro novelistas de ascendencia africana. Entre ellos son Arnoldo Palacios, Arturo Truque, y M. Zapata Olivilla. La intención de la tesis doctoral es examinar las obras intrínsecamente, en “sus modalidades expresivas”, y de esta forma, crear un “suplemento de información sobre su verdader[o] status como obras de arte. Otro libro, es el de Lewis, Marvin A. titulado “Treading the Ebony Path: Ideology and Violence in Contemporary Afro-Colomb Ian Prose Fiction”.
Además de este interés de investigar las propuestas de escritores afrohispanos, creo que Arturo Truque es un escritor universal, porque propuso una nueva estructura del relato en Colombia, basándose en las narrativas norteamericanas. Vio que la única forma para construir la nación era rescatando esas otras voces marginadas que no se escuchaban anteriormente, usando sus lenguaje diario, retratando sus vidas, y poniendo en situaciones de diario vivir. Como escritor que vivió en la época de violencia de los años cincuenta, publicó los primeros relatos de la llamada literatura de violencia en Colombia. Que es temerario, si nos percatamos la censura, y el cierre de varios periódicos por parte de los gobiernos de Rojas Pinilla. La audacia de Truque en escribir cuentos sobre las guerrillas del llano, y de la violencia del inicio de siglo XX, se puede explicar su poca difusión, pero también su preocupación por el orden social y las injusticias entre las diferentes capas sociales. Aunque posteriormente fue eclipsado por otros escritores, y por ser escritor regional. En el exterior fue traducido algunos cuentos, y se realiza varios estudios sobre su obra, desde sus temáticas de violencia, de afrohispanidad, y formas intrínsecas de su obra.

## Referencia bibliográfica